# Albańska Partia Faszystowska
Albańska Partia Faszystowska (alb. Partia Fashiste e Shqipërisë, PFSh) – skrajnie prawicowa partia polityczna o profilu faszystowskim, która nominalnie sprawowała władzę w Albanii od 1939 roku, od kiedy kraj ten został podbity przez Włochy, aż do 1943, kiedy Włochy skapitulowały na skutek działań aliantów. Po tym wydarzeniu Albania dostała się pod okupację niemiecką, a PFSh została zastąpiona przez Albańską Partię Nazistowską.
PFSh był ruchem marionetkowym, utworzonym odgórnie przez Włochów na wzór ich Fasci di Combattimenti. Miał on nawet własne oddziały paramilitarne, nazywane Czarnymi Koszulami. Nigdy nie był to ruch masowy, w maju 1940 roku liczył on 13 500 członków. Jednakże, w czasie pozostawania u władzy zrealizował wizję Wielkiej Albanii, rozszerzając granice państwa o dzisiejszy Epir i Kosowo. PFSh cechowała się także antysemityzmem, zabraniając albańskim Żydom wstępowania w szeregi partii (podczas gdy muzułmanie mogli wstępować). Zabroniono im także uprawiania niektórych zawodów, związanych np. ze szkolnictwem i edukacją. Przyszły komunistyczny przywódca Enver Hoxha stracił posadę nauczyciela po tym, jak odmówił wstąpienia do PFSh.
Partia ta została założona przez Tefika Mborję, albańskiego kolaboranta i przyjaciela włoskiego ministra spraw zagranicznych, hrabiego Galeazzo Ciano. Na początku 1943 roku, Maliq Bushati, antymonarchistyczny nacjonalista, zreorganizował PFSh, nadając jej nową nazwę – Straż Wielkiej Albanii. Pracował także nad tym, aby rozluźnić więzi łączące Albanię z Włochami, chciał usunięcia faszystowskich symboli z flagi albańskiej (występowały one w postaci wiązek rózg – fascesów – po obu stronach albańskiego dwugłowego orła) i zapewnienia Albańczykom autonomii. Jednakże kapitulacja Włoch doprowadziła do okupacji kraju przez wojska niemieckie, co zmieniło zupełnie sytuację polityczną.
Dowódca SD, Ernst Kaltenbrunner przemianował Straż Wielkiej Albanii na Albańską Partię Nazistowską, która formalnie sprawowała rządy w kraju. Niemiecka kontrola była jednak luźniejsza niż w innych okupowanych państwach; albański nazistowski rząd nie doprowadził do deportacji żyjących na terenie Albanii Żydów. Jednakże ochotnicy albańscy uformowali dywizję SS – 21 Dywizję Górską SS (1 albańską) Skanderbeg.

## Ministrowie-sekretarze FPSh
- 1939–1941 – Tefik Mborja
- 1941–1943 – Jup Kazazi
- 1943 – Kolë Bibë Mirakaj

## Ministrowie-sekretarze Straży Wielkiej Albanii
- 1943 – Maliq Bushati
- 1943 – Eqrem Libohova